# Chorągiew husarska prywatna Jana Podolskiego
Chorągiew husarska prywatna Jana Podolskiego – prywatna chorągiew husarska koronna I połowy XVII wieku, okresu wojen ze Szwedami i Rosją.
Szefem tej chorągwi był kasztelan racięski i starosta ciechanowski Jan Podolski. Chorągiew wzięła udział w wojnie polsko-szwedzkiej 1626 – 1629.